# Puerto Colombia

Localização do município de Puerto Colombia no departamento de Atlántico.

Puerto Colombia é um município da Colômbia no departamento de Atlántico.